# Babek
 Babek  (azerí: Babək) é um dos cinqüenta e nove rayones nos quais consiste politicamente a República do Azerbaijão. Encontra-se localizado na República Autônoma de Naquichevão. A cidade capital é a cidade de Babek.
Ele envolve, mas não inclui a cidade de Naquichevão e era conhecido anteriormente como Naquichevão. O nome atual homenageia Pabeco (Babak) que liderou uma revolta contra o Califado Abássida.